# Église Saint-Étienne-des-Grès
L'église Saint-Étienne-des-Grès est une église de Paris aujourd'hui détruite. Elle était située au coin de la rue Saint-Jacques et de l'ancienne rue Saint-Étienne des Grès (actuelle rue Cujas) dans le 5e arrondissement.

## Historique

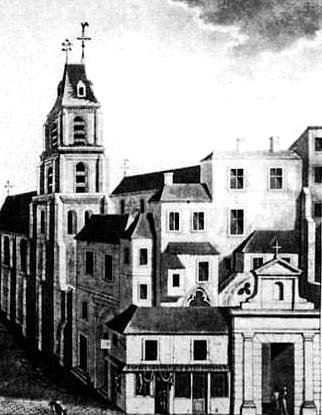
Saint Etienne des Grès

C'est l'une des plus anciennes églises de Paris. Une ancienne tradition attribue sa fondation à Saint Denis, et à ce titre, elle constituait la seconde station du pèlerinage de saint Denis.
Le plus ancien témoignage de son existence provient des Annales de Saint-Bertin qui mentionnent en 857 une église saint-Étienne située hors les murs, qui fut épargnée par les Vikings après paiement d'une grosse somme d'argent durant le siège de Paris.
Le qualificatif de Grès apparaît pour la première fois dans une charte de 1219, probablement pour la distinguer de Saint-Étienne-du-Mont, fondée vers cette époque. Ce terme se rapporterait aux degrés qu'il fallait monter pour entrer dans l'église par la porte de la rue Saint-Jacques.
L'église est donnée au XIe siècle par le roi Henri Ier à l'évêque de Paris, qui y établit un chapitre. Placée désormais sous la protection de la cathédrale, elle est l'une des « quatre filles de Notre-Dame » : ce titre donnait droit au curé d'assister l'évêque avec les prêtres cardinaux dans les grandes solennités de Noël, de Pâques et de l'Assomption. Le chapitre comportait douze prébendes et une chèvecerie, qui étaient à la collation des chanoines de Notre-Dame, personnellement à tour de rôle (in turno).
L'église est fermée le 12 juillet 1790 et détruite en 1792. Quelques restes de ses murs extérieurs et de leurs contreforts ont subsisté jusqu'à l'extension de la Faculté de Droit en 1876.

## Architecture et curiosités

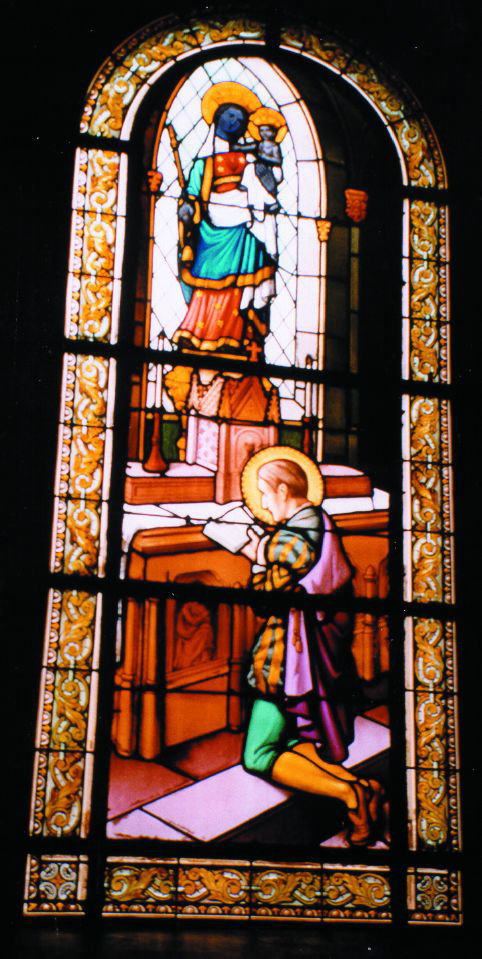
François de Sales adolescent se recueillant devant la statue de Notre-Dame-de-Bonne-Délivrance (vitrail de la chapelle du couvent des sœurs de Saint Thomas de Villeneuve à Neuilly sur Seine)

À la veille de la Révolution, les parties les plus vieilles de l'église, dont le clocher et la chapelle Notre-Dame de Bonne-Délivrance, remontaient au XIe siècle, tandis que le portail de l'église datait du XIVe siècle.
Le bénitier était surmonté d'une inscription palindrome en grec signifiant lave tes péchés et pas seulement ton visage.
L'église conservait la statue de Notre-Dame de Bonne-Délivrance. Cette statue, du XIVe siècle, était l'objet d'une vénération particulière, qui prit un grand éclat au cours des guerres de religion. La prière de la Vierge Marie était invoquée comme victorieuse de toutes les hérésies. En 1533, la confrérie de la Charité de Notre-Dame de Bonne-Délivrance fût fondée. Dotée par le Saint-Siège de nombreuses indulgences, elle compta bientôt 12 000 adhérents, notamment le roi et la reine de France Louis XIII et Anne d'Autriche qui s'y inscrivirent en 1622. 
Le succès est tel qu'à la fin du siècle, le jeune François de Sales, qui se croyait prédestiné à la damnation, retrouve la paix et la confiance aux pieds de Notre-Dame de Bonne-Délivrance. François de Sales ayant été canonisé, une chapelle de l'église lui fût dédiée en 1692. 
Ce succès ne va pas sans dissensions entre les chanoines de Saint-Étienne-des-Grès et la confrérie : celle-ci est d'ailleurs dissoute par le parlement de Paris en 1737 avant d'être rétablie en 1774.
Cachée durant la Révolution Française, la statue de Notre-Dame de Bonne-Délivrance est actuellement conservée dans la chapelle du couvent des Sœurs de Saint Thomas de Villeneuve de Neuilly-sur-Seine. Un vitrail et une plaque de la chapelle rappellent la consolation que Saint François de Sales connut au pied de la statue de la Vierge.